# Casa del Puente Discos
Casa del Puente Discos es una compañía discográfica independiente argentina fundada originalmente en 2002 por Pedro Moscuzza y Cecilia Amenábar con base en las ciudades de Mar del Plata y Buenos Aires. 
Editó las obras de referentes de la música electrónica argentina como Flavio Etcheto, Audioperú, Leandro Fresco, Gustavo Lamas y Emisor. Abrió un lugar primordial para los marplatenses Acampante, Pura, Isidoros, Run Run y Altocamet.
Las compilaciones Casa disco 1 - con la selección de Cecilia Amenábar y Casa arena compilado por Pedro Moscuzza y Cecilia Amenábar, serán recordadas como un muestrario de la sonoridad de una época. Consiguió las licencias para la edición argentina de artistas internacionales como The Radio Dept., Deerhoof, Asobi Seksu, Of Montreal, DIIV, Luomo, Wechsel Garland, Resplandor y apostó además por proyectos de nuevos artistas como BK, Jerónimo Escajal y Sobrenadar entre otros.
El catálogo estuvo presente en el Festival Sónar en Barcelona, el Festival Mutek en México y Canadá así como en varios showcases incluyendo la ciudad de Nueva York, Estados Unidos.
Casa del Puente Discos optó por una modalidad de selección musical en la que caben géneros como el dub, house, techno, minimal house, post-rock, shoegaze, dream pop, IDM, glitch, downtempo y ambient. 
El sello realiza sus ediciones en CD, digital y una porción de su catálogo en vinilo. Sus portadas y videografía, bien podrían formar parte de una atractiva exhibición de arte audiovisual contemporáneo. 
En la actualidad forma parte del grupo de discográficas y medios de comunicación llamado The Manimal Group creado por Manimal Vinyl, compañía discográfica estadounidense fundada en 2006 en Los Ángeles, Estados Unidos.
El nombre Casa del Puente Discos es un tributo a la modernidad y originalidad de la Casa Sobre el Arroyo o Casa del Puente, la obra que los arquitectos argentinos Amancio Williams y Delfina Gálvez concibieron en 1942, en la ciudad de Mar del Plata.

## Artistas Editados
| - Acampante - Acuática - Aliage - Altocamet - Asalto Al Parque Zoológico - Ashrae Fax - Asobi Seksu - Audioperú - BK - Bosque Distópico - Buenos Vampiros - Carlos Alfonsín - Cecilia Amenábar - Cellars - Choir Boy - Craft Spells - Dani Nijensohn - Deerhoof - DIIV - Dojo - Dr. Trincado - Drab Majesty - Dum Chica - Dunas | - El Club Audiovisual - El Sur - Emisor - Estanislao López - Flavio Etcheto - Galanjah - Gustavo Lamas - Hibou - Isidoros - Jerónimo Escajal - La Suma de Todos los Tiempos - Las Costas - Las Luces Primeras - Leandro Fresco - Little Dragon - Lujo Asiático - Luomo - Mac Demarco - Magic Wands - Manta Raya - Medialdea - Moon Pollen - Mora Riel - Mujer Cebra | - Nadar de Noche - Niños Del Parque - Of Montreal - Pale Dian - Pura - Pyramides - Queridas - Resplandor - Riel - Run Run - Salgado - Slowdive - Snowbird - Sobrenadar - Sol Stietz - SRSQ - Tamaryn - Tennis System - The Radio Dept. - The Stargazer Lilies - Them Are Us Too - Tomates En Verano - Un Planeta - Wechsel Garland - ZOOT |

## Discografía
| Número de Catálogo | Artista                      | Título                                       | Año  | Formato |
| CPD001             | Pura                         | Pura                                         | 2002 | CD      |
| CPD002             | Audioperú                    | Viviendas Paraíso                            | 2003 | CD      |
| CPD003             | Varios Artistas              | Casa Disco 1                                 | 2003 | CD      |
| CPD004             | Emisor                       | Formosa                                      | 2004 | CD      |
| CPD005             | Varios Artistas              | Casa Arena                                   | 2005 | CD      |
| CPD006             | Emisor                       | Las Extremidades                             | 2005 | CD      |
| CPD007             | Run Run                      | En Plan Cocodrilo                            | 2005 | CD      |
| CPD008             | Flavio Etcheto               | Conjunción                                   | 2005 | CD      |
| CPD009             | Leandro Fresco               | Luz Sin Calor                                | 2005 | CD      |
| CPD010             | Gustavo Lamas                | Mareo                                        | 2006 | CD      |
| CPD011             | Isidoros                     | No Quiero Jefes EP                           | 2006 | CD      |
| CPD012             | Emisor                       | Paranormal                                   | 2006 | CD      |
| CPD013             | Altocamet                    | En El Parque                                 | 2006 | CD      |
| CPD014             | Acampante                    | Pour Nos Jeunes                              | 2006 | CD      |
| CPD015             | Luomo                        | Paper Tigers                                 | 2006 | CD      |
| CPD016             | Altocamet                    | En El Parque Remixes                         | 2007 | CD      |
| CPD017             | Wechsel Garland              | Easy                                         | 2007 | CD      |
| CPD018             | Emisor                       | Emisor                                       | 2007 | CD      |
| CPD019             | BK                           | BK                                           | 2008 | CD      |
| CPD020             | Resplandor                   | Pleamar                                      | 2008 | CD      |
| CPD021             | Altocamet                    | Veladabristolcasino                          | 2011 | CD      |
| CPD022             | Acampante                    | Volcanes                                     | 2008 | CD      |
| CPD023             | Emisor                       | CD-Recordable                                | 2008 | CD      |
| CPD024             | Jerónimo Escajal             | Forma Lenta                                  | 2008 | CD      |
| CPD025             | Luomo                        | Convivial                                    | 2008 | CD      |
| CPD026             | Asobi Seksu                  | Hush                                         | 2009 | CD      |
| CPD027             | Altocamet                    | Mitad Del Viento Remixes                     | 2009 | CD      |
| CPD028             | Emisor                       | Digitalia                                    | 2009 | CD      |
| CPD029             | Jerónimo Escajal             | Ora                                          | 2010 | CD      |
| CPD030             | The Radio Dept.              | Clinging To A Scheme                         | 2010 | CD      |
| CPD031             | Altocamet                    | Dulce Calor                                  | 2010 | CD      |
| CPD032             | BK                           | La Prótesis Del Hombre Nuclear               | 2011 | CD      |
| CPD033             | Deerhoof                     | Deerhoof Vs. Evil                            | 2011 | CD      |
| CPD034             | Emisor                       | Música De La Película Antes Del Estreno      | 2011 | CD      |
| CPD035             | BK                           | Áfrika                                       | 2012 | CD      |
| CPD036             | Manta Raya                   | Dead Finger                                  | 2012 | CD      |
| CPD037             | Of Montreal                  | Daughter Of Cloud                            | 2012 | CD      |
| CPD038             | Las Costas                   | Inicial                                      | 2012 | CD      |
| CPD039             | Altocamet                    | Dulce Calor Remixes                          | 2013 | CD      |
| CPD040             | DIIV                         | Oshin                                        | 2013 | CD      |
| CPD041             | Altocamet                    | Nada Es Exacto Salvo La Medida De Los Sueños | 2015 | CD+DVD  |
| CPD042             | Sobrenadar                   | Tres                                         | 2014 | CD      |
| CPD043             | Altocamet                    | Más Allá                                     | 2014 | CD      |
| CPD044             | Varios Artistas              | Mezclas                                      | 2014 | 2xCD    |
| CPD045             | Hibou                        | Dunes                                        | 2014 | CD      |
| CPD046             | Asalto Al Parque Zoológico   | Hexadecimal                                  | 2014 | CD      |
| CPD047             | Craft Spells                 | Náusea                                       | 2014 | CD      |
| CPD048             | Ashrae Fax                   | Never Really Been Into It                    | 2015 | CD      |
| CPD049             | Snowbird                     | Moon                                         | 2015 | 2xCD    |
| CPD050             | Altocamet                    | El Ascensor                                  | 2016 | CD      |
| CPD051             | BK                           | Elementos Aleatorios                         | 2016 | CD      |
| CPD052             | Niños del Parque             | Un Punto Azul Pálido                         | 2015 | CD      |
| CPD053             | Dr. Trincado                 | DJ Sings The Blues                           | 2016 | CD      |
| CPD054             | Audioperú                    | I'm Your Mother                              | 2016 | CD      |
| CPD055             | DIIV                         | Is The Is Are                                | 2016 | CD      |
| CPD056             | Tamaryn                      | Cranekiss                                    | 2015 | CD      |
| CPD057             | El Sur                       | Do                                           | 2015 | CD      |
| CPD058             | Mac Demarco                  | Salad Days                                   | 2015 | CD      |
| CPD059             | Mac Demarco                  | Another One                                  | 2015 | CD      |
| CPD060             | Emisor                       | Ensueño Maquinal                             | 2016 | CD      |
| CPD061             | Cellars                      | Phases                                       | 2016 | CD      |
| CPD062             | Moon Pollen                  | We Are Landscapes                            | 2016 | CD      |
| CPD063             | Las Luces Primeras           | Sensualista                                  | 2016 | CD      |
| CPD064             | Tomates en Verano            | Intro                                        | 2016 | CD      |
| CPD065             | Pale Dian                    | Narrow Birth                                 | 2016 | CD      |
| CPD066             | The Radio Dept.              | Running Out Of Love                          | 2016 | CD      |
| CPD067             | The Stargazer Lilies.        | Part Time Punks Sessions                     | 2017 | CD      |
| CPD069             | Them Are Us Too              | Remain                                       | 2017 | CD      |
| CPD070             | Riel                         | Sueño Eléctrico                              | 2017 | CD      |
| CPD071             | Altocamet                    | Atrapando Rayos                              | 2017 | CD      |
| CPD072             | La Suma de Todos Los Tiempos | El Futuro Para Siempre                       | 2017 | CD      |
| CPD073             | Un Planeta                   | Des                                          | 2017 | CD      |
| CPD074             | Slowdive                     | Slowdive                                     | 2017 | CD      |
| CPD075             | Galanjah                     | I                                            | 2017 | CD      |
| CPD076             | Drab Majesty                 | The Demonstration                            | 2018 | CD      |

## Premios
Ganados
- Premios Carlos Gardel 2008 Altocamet En el Parque Remixes A8 - Mejor Álbum remixes[5][6]
- Premios Carlos Gardel 2011 Altocamet Dulce Calor A7 - Mejor Álbum música electrónica[7][6]
- Premios Carlos Gardel 2012 Emisor Música de la película Antes del Estreno A32 - Mejor Álbum banda de sonido de cine/televisión.[8][6]

Nominaciones
- Premios Carlos Gardel 2008 Altocamet En el Parque Remixes A8 - Mejor Álbum remixes[9]
- Premios Carlos Gardel 2008 Emisor Emisor A7 - Mejor Álbum música electrónica[9]
- Premios Carlos Gardel 2010 Altocamet Mitad del Viento Remixes A26 - Mejor Álbum Conceptual[10]
- Premios Carlos Gardel 2011 Jerónimo Escajal Ora A7 - Mejor Álbum música electrónica[11]
- Premios Carlos Gardel 2011 Altocamet Dulce Calor A7 - Mejor Álbum música electrónica[11]
- Premios Carlos Gardel 2012 Emisor Música de la Película Antes del Estreno A7 - Mejor Álbum música electrónica[12]
- Premios Carlos Gardel 2013 BK Áfrika A7 - Mejor Álbum música electrónica[13]
- Premios Carlos Gardel 2017 Moon Pollen We Are Landscapes A7 - Mejor Álbum música electrónica[14]
- Premios Carlos Gardel 2017 Dr. Trincado Dj Sings The Blues A7 - Mejor Álbum música electrónica[14]